# Ла-Бастид-де-Бузиньяк
Ла-Басти́д-де-Бузинья́к (фр. La Bastide-de-Bousignac) — коммуна во Франции, находится в регионе Юг — Пиренеи. Департамент коммуны — Арьеж. Входит в состав кантона Мирпуа. Округ коммуны — Сен-Жирон.
Код INSEE коммуны — 09039.

## Население
Население коммуны на 2008 год составляло 333 человека.
| 1962 | 1968 | 1975 | 1982 | 1990 | 1999 | 2008 |
| ---- | ---- | ---- | ---- | ---- | ---- | ---- |
| 226  | 251  | 248  | 296  | 311  | 327  | 333  |

## Экономика
В 2007 году среди 209 человек в трудоспособном возрасте (15—64 лет) 150 были экономически активными, 59 — неактивными (показатель активности — 71,8 %, в 1999 году было 62,4 %). Из 150 активных работали 134 человека (71 мужчина и 63 женщины), безработных было 16 (6 мужчин и 10 женщин). Среди 59 неактивных 18 человек были учениками или студентами, 28 — пенсионерами, 13 были неактивными по другим причинам.